# ジュリオ・セーザル・クレメンテ・バチスタ
ジュリオ・バチスタ (Júlio Baptista) こと、ジュリオ・セーザル・クレメンテ・バチスタ（Júlio César Clemente Baptista、1981年10月1日 - ）は、ブラジル・サンパウロ州サンパウロ出身の元サッカー選手。元ブラジル代表。ポジションはミッドフィールダー。

## 来歴

### クラブ
サンパウロFC時代は主に守備的ミッドフィールダーとしてプレーした。

#### セビージャFC
2003年8月3日、175万ユーロ（375万ドル）の移籍金でリーガ・エスパニョーラのセビージャに移籍。背番号19番のユニフォームを受け取り、攻撃的ミッドフィールダーのポジションで起用された。すぐにチームになじみ、アウェーでのラシン・サンタンデール戦 (4-0) では2得点を挙げた。シーズンが進んでも好調を維持し、レバンテ戦でも2得点を挙げ、ホームでのラシン・サンタンデール戦 (5-2) では4得点と爆発した。2003-04シーズンは25得点で得点王になったロナウドに次ぐ20得点を叩き出し、アーセナルなどいくつかのビッグクラブの興味を引いたが、2004年夏はセビージャに残留した。2004-05シーズンは得点ランク5位の18得点（公式戦通算25得点）を挙げ、再び自らの価値を示した。2003年の加入から2005年の間に公式戦81試合に出場して50得点を挙げ、2005年夏にはレアル・マドリードとアーセナルが争奪戦を繰り広げた。

#### レアル・マドリード

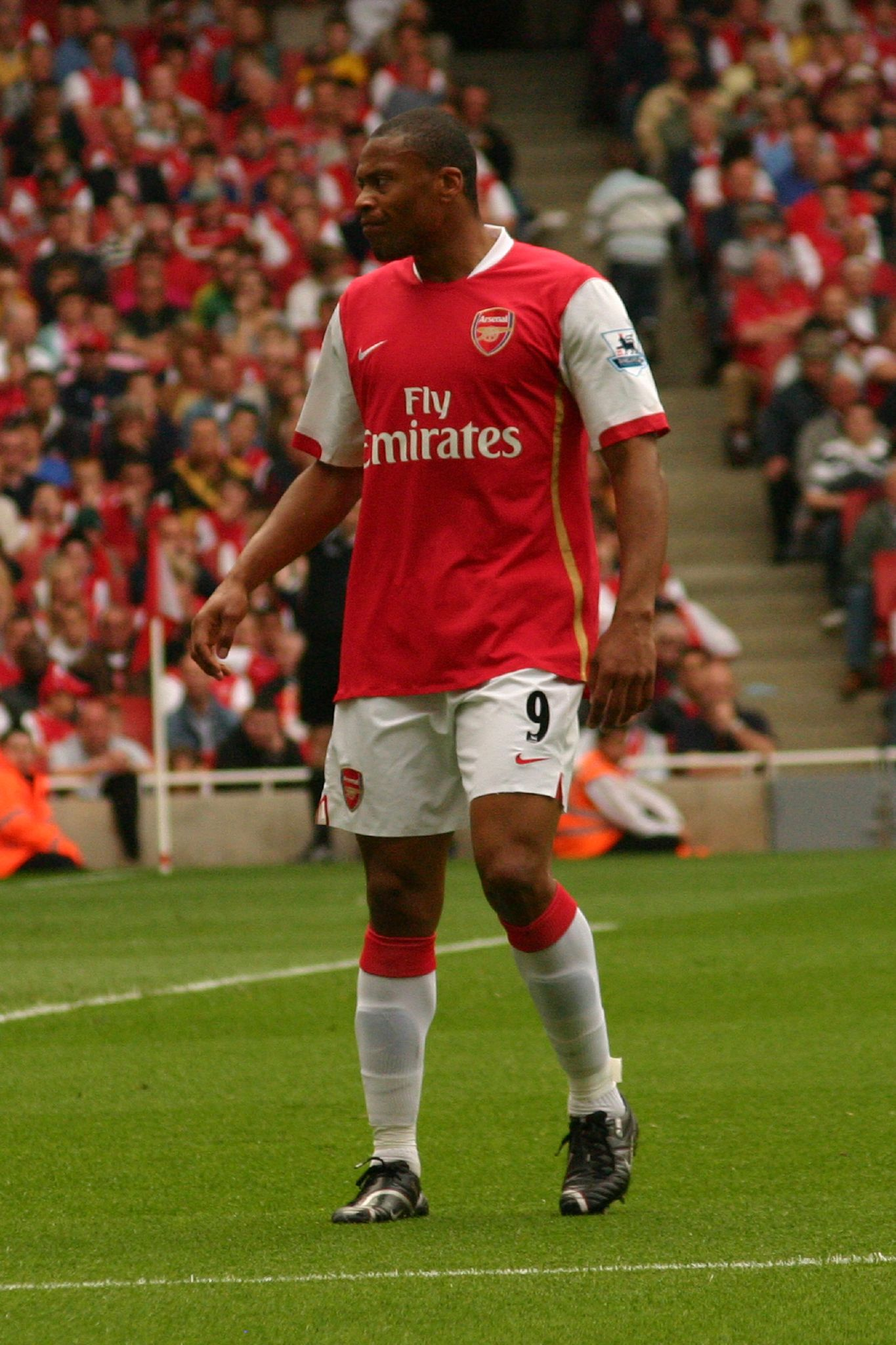
アーセナル時代（2007年）

2005年7月25日、レアル・マドリードと5年契約を交わした。移籍金は2000万ユーロであり、2450万ユーロまで上昇する可能性があった。この時はイングランドのクラブに移籍したくなかったと語り、スペインにとどまったことでスペイン国籍を取得する権利を得た 。レアル・マドリードでは背番号8番を与えられた。レアル・マドリードはサントスFCからロビーニョを、セビージャからセルヒオ・ラモスを獲得しており、2005-06シーズンはトロフィー獲得の期待が大きかった。ジネディーヌ・ジダンやグティなどと一緒にプレーするために、本来のポジションではない左ウイングで起用されることが多く、セビージャでの出来とは程遠かった。リーグ戦では8得点に終わり、クラブにとっても失望の残るシーズンとなった。
2006年8月下旬、トッテナムかアーセナルに移籍するのではないかという報道がなされ、本人はマドリードから離れることに興味がないと主張したが、8月31日にホセ・アントニオ・レジェスとのトレードという形でアーセナルにレンタル移籍した。11月21日、UEFAチャンピオンズリーグのハンブルガーSV戦で移籍後初得点を決めたが、プレミアリーグではなかなか得点できず、2006-07シーズンはリーグ戦24試合に出場して3得点に終わった。カーリングカップでは6得点を挙げる大活躍を見せた。2007年1月9日の準々決勝・リヴァプール戦 (6-3) では4得点を挙げた他、ミスしたペナルティキックを決めていれば1試合5得点であった。準決勝のトッテナム戦 (2-1) では2得点を挙げ、更にオウンゴールも記録している。決勝のチェルシー戦はいいところがなく1-2で敗れた。2006-07シーズンは公式戦を通じて35試合に出場して10得点を決めた。
2007年夏にレアル・マドリードに復帰し、主に中盤で起用された。12月25日に行われたFCバルセロナとのエル・クラシコ (1-0) ではルート・ファン・ニステルローイとのワンツーパスから抜け出し、決勝点となる重要なゴールを決めた。敵地カンプ・ノウでFCバルセロナから白星を挙げたのは過去24年間で2度目のことであった。2007-08シーズンは好調を続け、グティをベンチに追いやった。しかし、その後グティはアシストランキングでトップに立つほどの活躍を見せ、シーズン終盤にはポジションを失い、移籍が騒がれた。

#### ASローマ
2008年8月14日、イタリア・セリエAのASローマと4年契約を結んだ。基本の移籍金は900万ユーロであり、成績に応じてさらに移籍金が加算される。8月25日、スーペルコッパ・イタリアーナのインテル戦でデビューしたが、PK戦の末に敗れた。10月1日のUEFAチャンピオンズリーグ・FCジロンダン・ボルドー戦では2得点し、3-1の勝利に貢献した。移籍して最初のローマ・ダービーではSSラツィオ相手に決勝点を挙げた。同大会の決勝トーナメント1回戦では古巣アーセナルFCと対戦し、2試合ともに出場した。ローマで行われたセカンドレグではフアンの負傷で早い段階に出場機会が訪れ、何度かチャンスを作った。79分にはマヌエル・アルムニアにセーブを強いたが、結局PK戦で敗れた。

#### マラガCF
2011年1月3日、リーガ・エスパニョーラのマラガCFと2年半契約を交わした。1月14日、ASローマは移籍金が250万ユーロであったことを公表した。1月16日のFCバルセロナ戦 (1-4) でデビューし、1週間後の1月22日のバレンシアCF戦 (4-3) で同点弾となる初得点を挙げた。2月13日、ペナルティキックで1得点を決めたヘタフェCF戦 (2-2) で負傷し、その2日後にはブラジルで手術を受けたが、4月16日のRCDマジョルカ戦 (3-0) で復帰し、2得点を挙げてチームを降格圏内から残留圏内に浮上させた。

#### クルゼイロEC
2013年7月24日、マラガと契約を解除し、クルゼイロECに加入した。2015年12月に退団。

#### オーランド・シティSC
2016年3月23日、オーランド・シティSCに移籍した。オーランドにはサンパウロFCの同僚のカカも所属しており、久々の再会となったが、2016年11月に退団した。

#### CFRクルジュ〜現役引退
オーランド・シティ退団後は無所属期間が続いていたが、現役続行の意向を示してインドアサッカーや自主トレーニングを積んでおり、またFIFAコンフェデレーションズカップ2017では大会プレゼンターも務めた。約2年の無所属期間を経て2018年8月18日、ルーマニア・リーガ1のCFRクルジュ加入を発表した。契約期間は1年間。しかし加入後はわずか3試合の出場に留まり、2019年3月12日にクラブと双方合意のうえで契約解消、同年5月23日に現役引退を発表した。

### 代表
2001年、ブラジル代表キャップゼロながらFIFAコンフェデレーションズカップ2001のメンバーに選ばれ、大会前に行われた東京ヴェルディ1969との親善試合（非公式試合）では得点も決めている。6月4日の日本戦で国際Aマッチ初出場を果たした。2005年の同大会メンバーにも選出されている。レアル・マドリードでポジションを失い、2006 FIFAワールドカップのメンバーからは外れたが、コパ・アメリカ2007のメンバーには選ばれ、グループリーグのチリ戦、ウルグアイ戦で得点した。カカやロナウジーニョなどの主力を欠く中でスタメンとして出場し、決勝のアルゼンチン戦 (3-0) では先制点を決め、計3得点を挙げて2連覇に貢献した。2010 FIFAワールドカップ・南米予選ではエクアドル戦とチリ戦で得点し、本大会メンバーにも選ばれた。

## 代表歴

### 出場大会
- ブラジル代表
  - 2010 FIFAワールドカップ

### 試合数
- 国際Aマッチ 48試合 5得点（2001年-2010年）[14]

| ブラジル代表 | 国際Aマッチ | 国際Aマッチ |
| 年           | 出場        | 得点        |
| ------------ | ----------- | ----------- |
| 2001         | 2           | 0           |
| 2002         | 0           | 0           |
| 2003         | 5           | 0           |
| 2004         | 7           | 0           |
| 2005         | 5           | 0           |
| 2006         | 3           | 0           |
| 2007         | 10          | 3           |
| 2008         | 6           | 0           |
| 2009         | 8           | 2           |
| 2010         | 2           | 0           |
| 通算         | 48          | 5           |

### 得点
- 青で示された得点は非公式の親善試合で挙げた得点であり、薄緑で示された得点はU-23ブラジル代表として相手国A代表から挙げた得点である。

| #   | 日時          | 場所                     | 相手           | 結果 | 大会                              |
| --- | ------------- | ------------------------ | -------------- | ---- | --------------------------------- |
| (1) | 2001年5月26日 | 東京                     | 東京ヴェルディ | 2-0  | 親善試合 (非公式試合)             |
| (2) | 2003年1月22日 | ドーハ                   | 中国           | 3-2  | 親善試合 (U-23ブラジル代表)       |
| (3) | 2003年1月22日 | ドーハ                   | 中国           | 3-2  | 親善試合 (U-23ブラジル代表)       |
| (4) | 2003年1月24日 | ドーハ                   | ドイツ         | 4-2  | 親善試合 (U-23ブラジル代表)       |
| (5) | 2004年5月25日 | バルセロナ               | カタルーニャ   | 5-2  | 親善試合 (非公式試合)             |
| (6) | 2004年5月25日 | バルセロナ               | カタルーニャ   | 5-2  | 親善試合 (非公式試合)             |
| 1   | 2007年7月7日  | プエルト・ラ・クルス     | チリ           | 6-1  | コパ・アメリカ2007                |
| 2   | 2007年7月10日 | マラカイボ               | ウルグアイ     | 2-2  | コパ・アメリカ2007                |
| 3   | 2007年7月15日 | マラカイボ               | アルゼンチン   | 3-0  | コパ・アメリカ2007                |
| 4   | 2009年3月29日 | キト                     | エクアドル     | 1-1  | 2010 FIFAワールドカップ・南米予選 |
| 5   | 2009年9月9日  | バイーア州サルヴァドール | チリ           | 4-2  | 2010 FIFAワールドカップ・南米予選 |

## タイトル

### クラブ
レアル・マドリード
- プリメーラ・ディビシオン : 2007-08

クルゼイロEC
- カンピオナート・ブラジレイロ・セリエA : 2013

### 代表
ブラジル代表
- コパ・アメリカ : 2004, 2007
- FIFAコンフェデレーションズカップ : 2005, 2009